# Twin

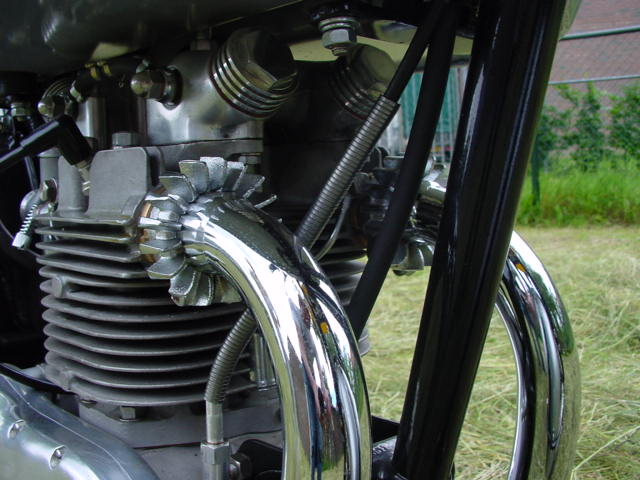
Een Triumph twin uit 1951

Een twin is de benaming voor een tweecilinder motor. 
Strikt genomen is een motor slechts een twin (tweeling) als de beide (naast elkaar staande) cilinders ook gelijk bewegende zuigers hebben.  
Meestal worden echter alle tweecilindermotoren als "twin" worden aangeduid en bestaan er ook boxertwins, flat twins, L-twins, tandem twins en V-twins. Voor de twins met gelijklopende zuigers wordt dan de term "paralleltwin" gebruikt. 